# Mapa světa

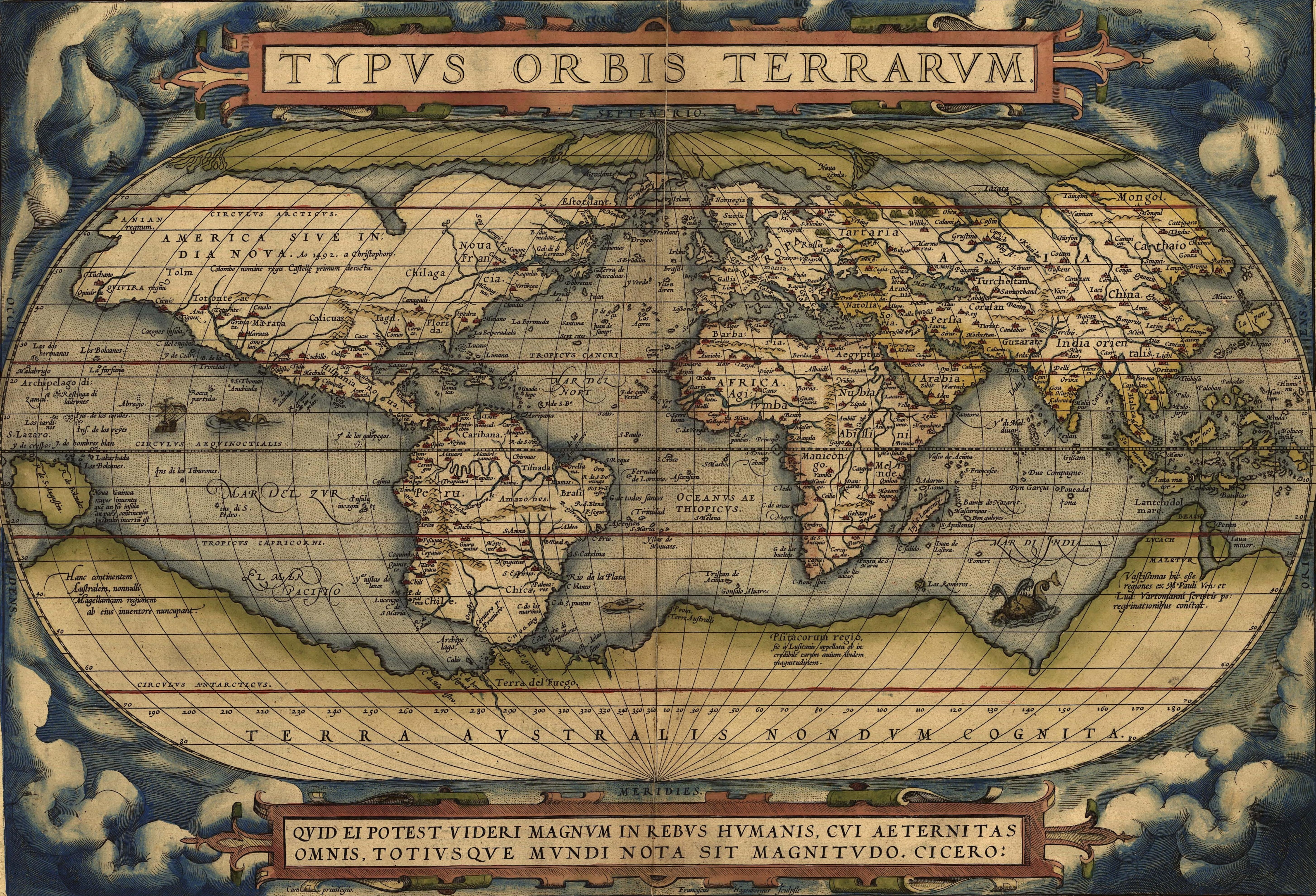
Orteliův Typus Orbis Terrarum (1564)

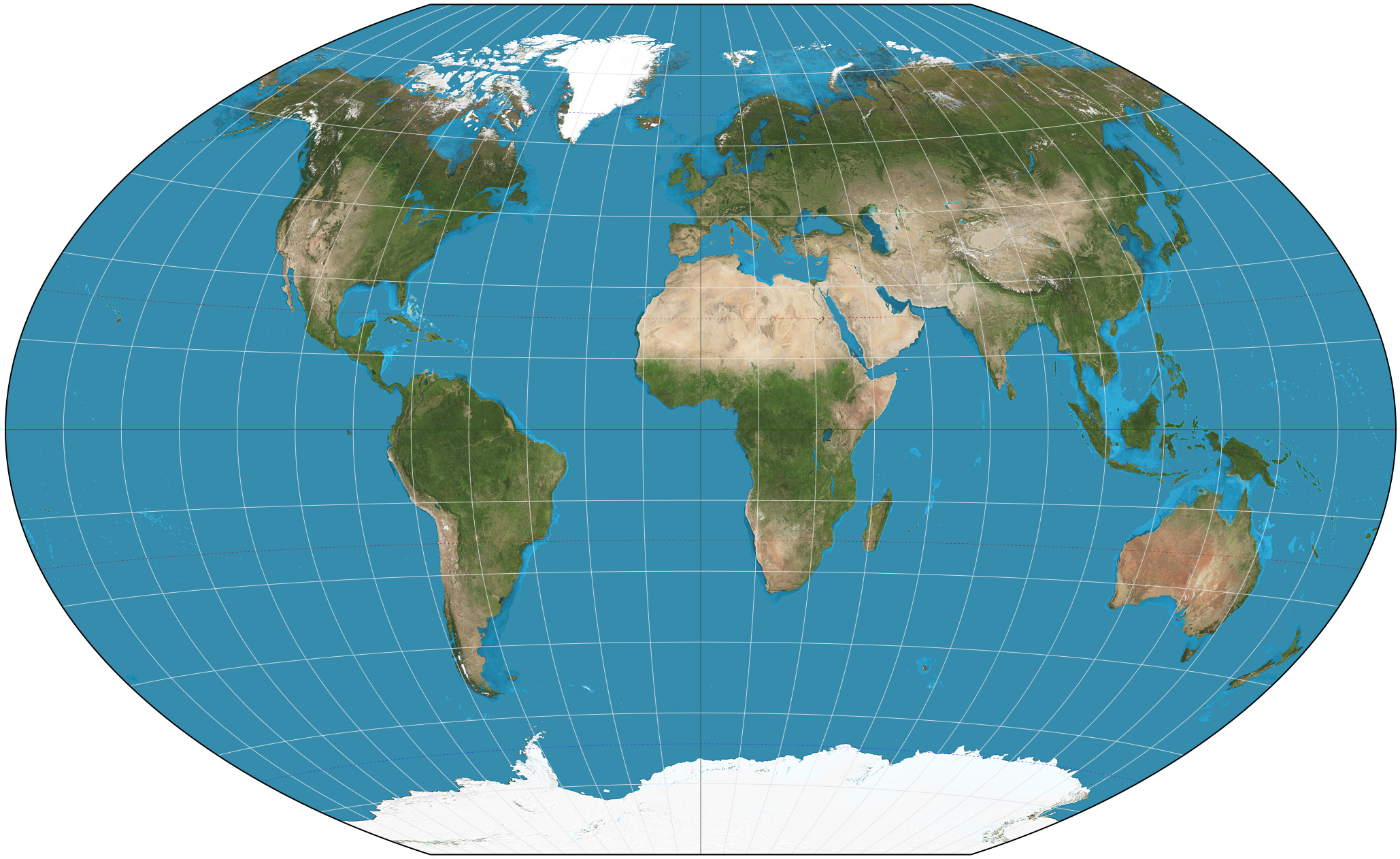
Mapa světa ve Winkelově zobrazení, vykazujícím malé zkreslení mapy, jež používá společnost National Geographic Society pro referenční mapy.

Mapa světa je mapa většiny nebo celého povrchu Země. Mapy světa tvoří zvláštní kategorii map vzhledem k problému projekce. Rovinné mapy nutně zkreslují prezentaci zakřiveného zemského povrchu. Tyto deformace jsou na mapě světa největší. Různé druhy projekcí povrchu země odrážejí různé technické a estetické požadavky na mapy světa.
Mapy světa jsou také odlišné tím, že pro jejich vytváření je potřeba mít globální znalosti  povrchu Země. Smysluplné mapy světa nebylo možno vytvořit před začátkem renesance, protože žádné kultuře nebylo známo víc než polovina pobřeží oceánů, natož nitra kontinentů. Nové poznatky o zemském povrchu se od té doby hromadí a jejich získávání pokračuje dodnes.
Mapy světa se obecně zaměřují buď na politické, nebo na fyzikální rysy zemského povrchu. Politické mapy zdůrazňují územní hranice a lidské osídlení. Fyzické mapy ukazují geografické rysy, jako jsou hory, typy půdy nebo využití půdy. Geologické mapy ukazují nejen povrchy, ale i vlastnosti podloží, zlomy a podpovrchové struktury. Mapy mohou používat barevný odstín a intenzitu barvy pro znázornění rozdílů mezi regiony, např. mohou vyznačovat demografické nebo ekonomické statistiky.

## Zobrazení
Mapa je vyrobena pomocí kartografického zobrazení čili projekce, což je metoda promítnutí povrchu zeměkoule na plochu. Všechna zobrazení zkreslují vzdálenosti a směry, přičemž každé má jiná zkreslení. Snad nejznámější zobrazení je Mercatorovo, původně navržené pro námořní mapy.

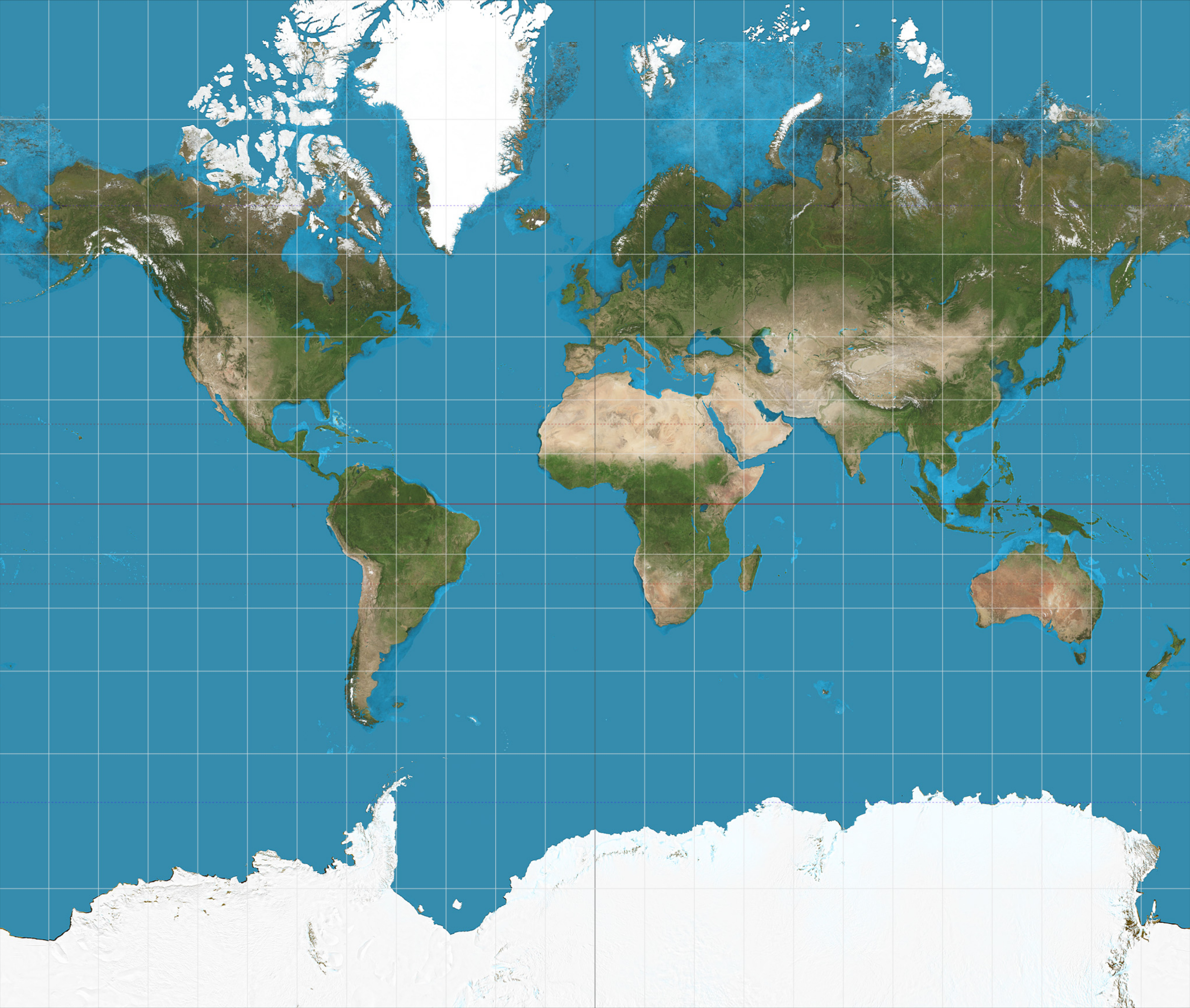
Mercatorovo zobrazení (82°j. š. a 82°s. š.)
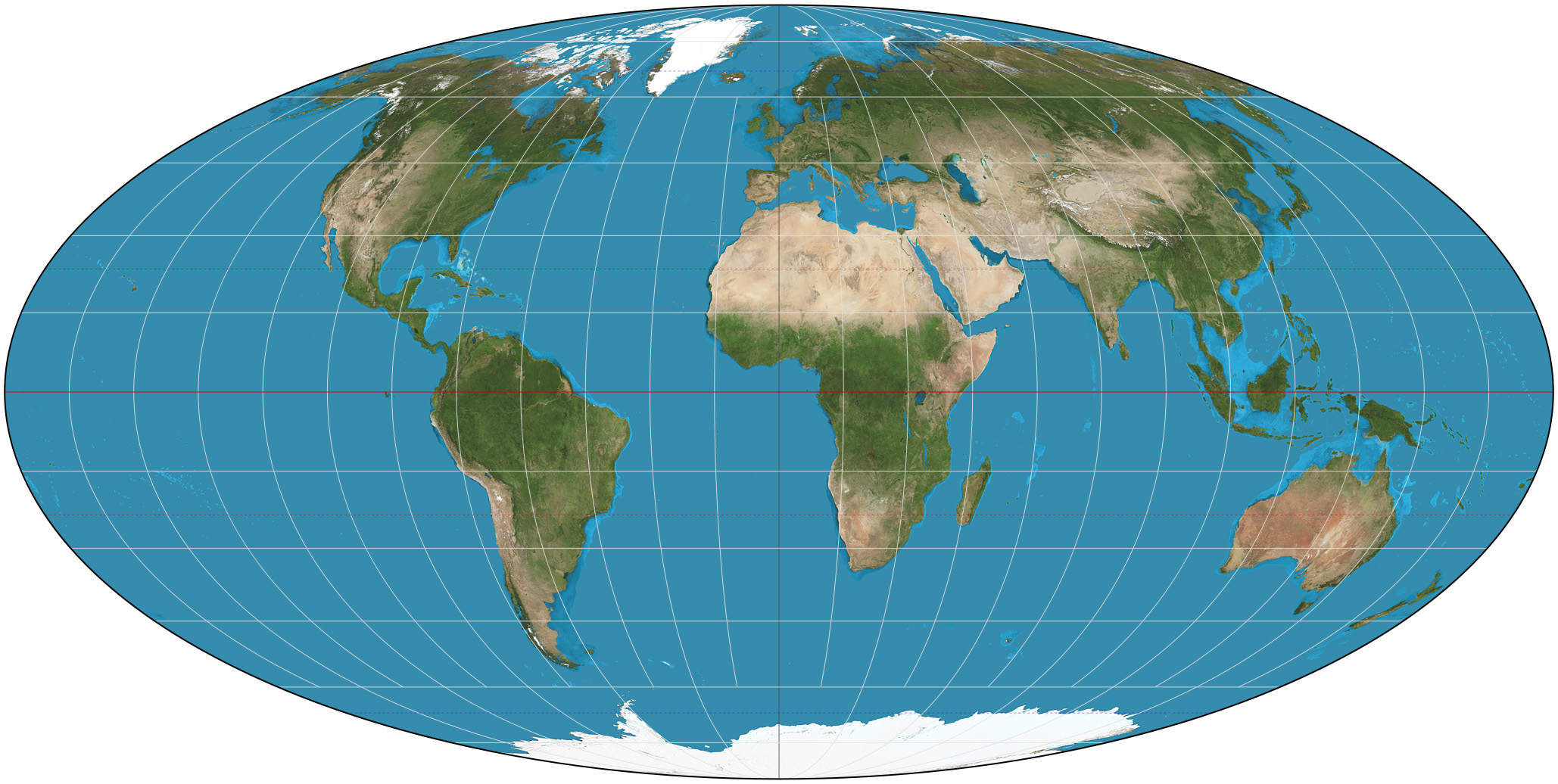
Mollweidovo zobrazení
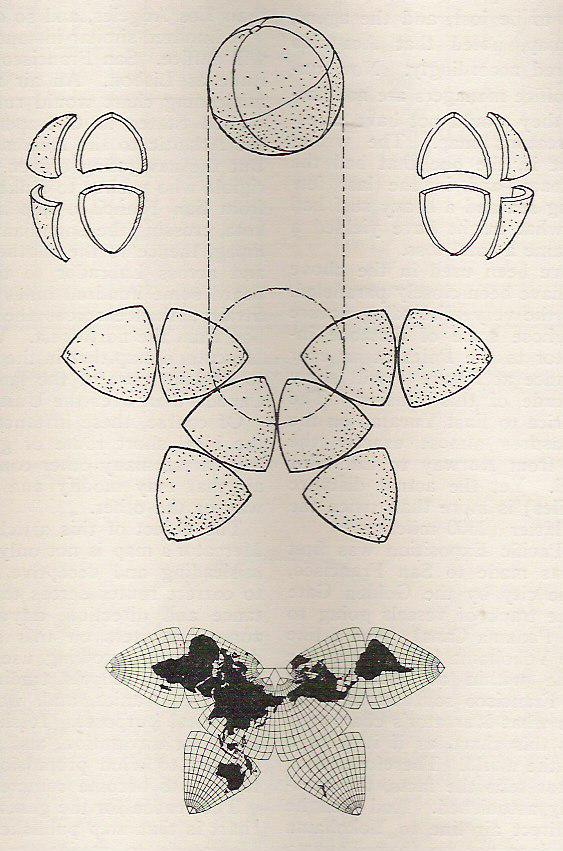
B. J. S. Cahill: Motýlí mapa, 1909, podle letáku z roku 1919
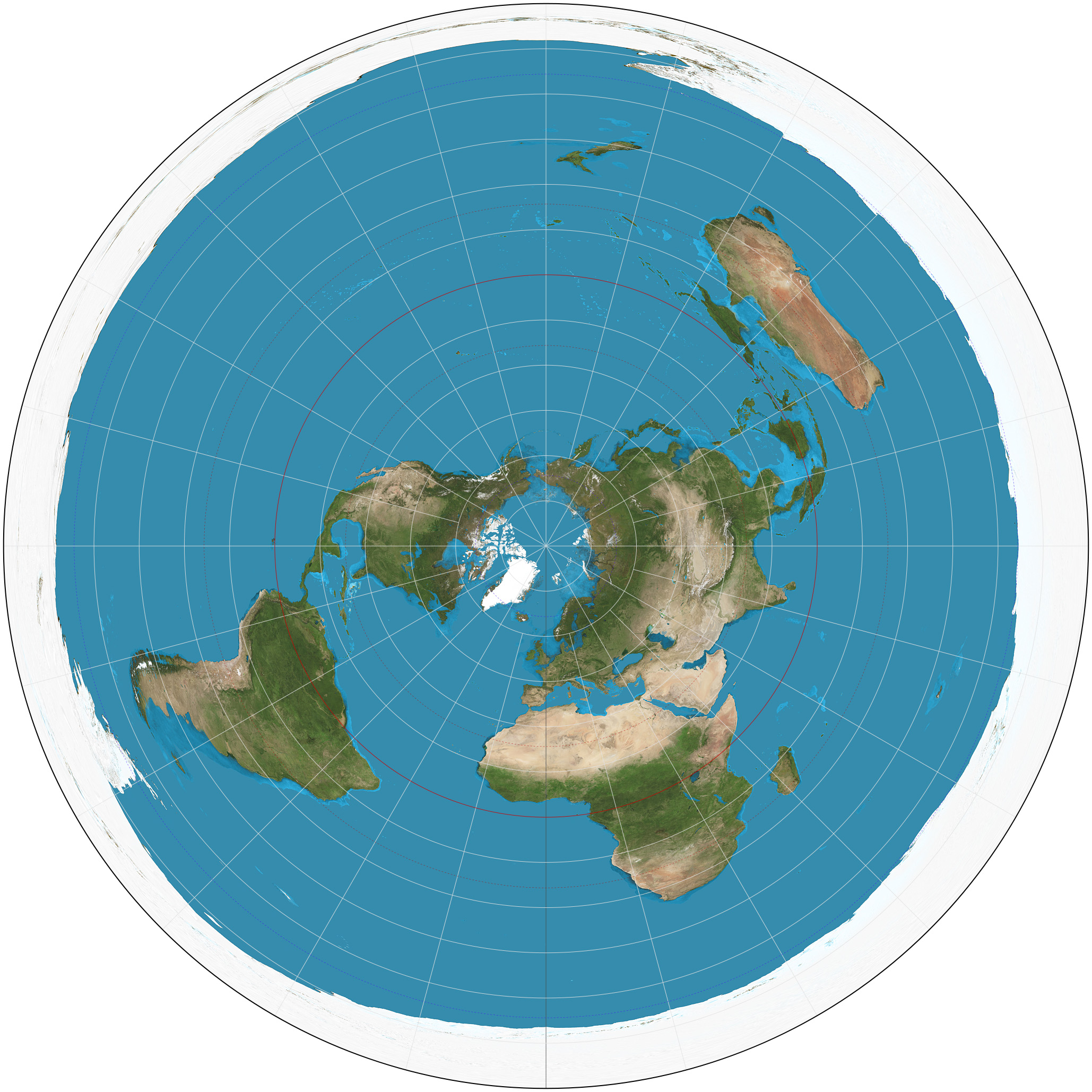
Polární azimutální ekvidistantní projekce
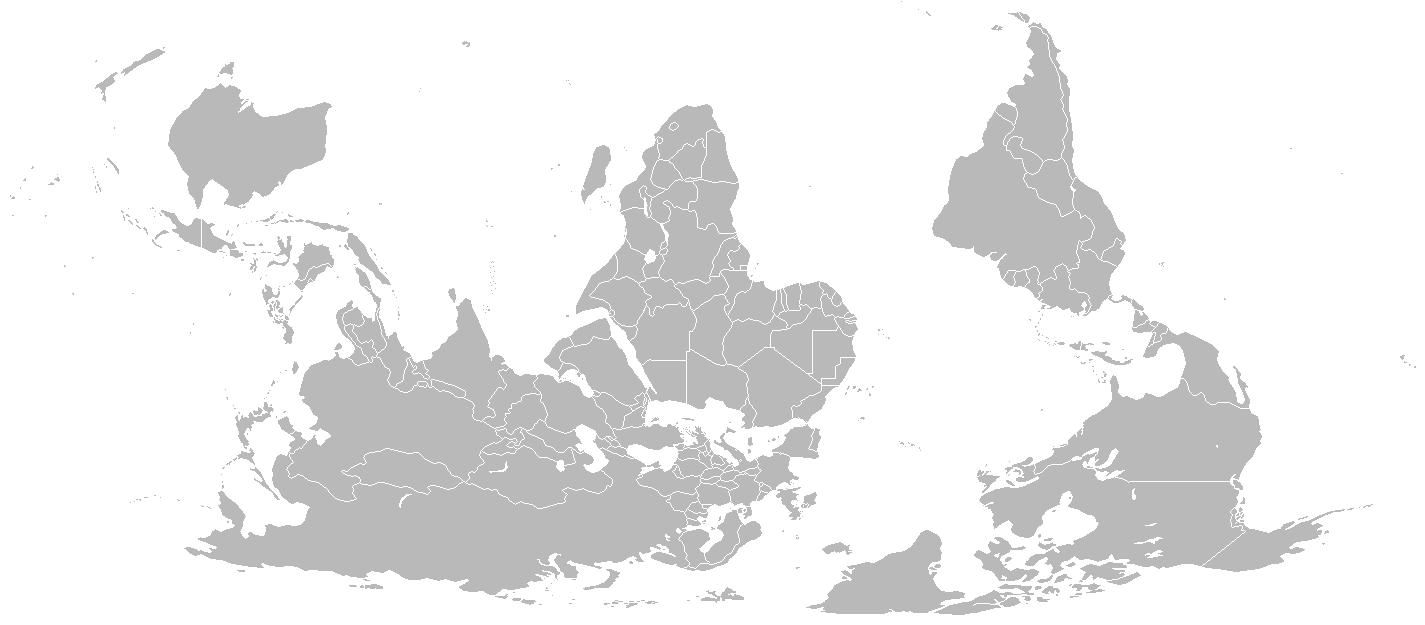
Mapa orientovaná jihem vzhůru
Mapa centrovaná na Tichý oceán (často používaná ve Východní Asii a Oceánii)
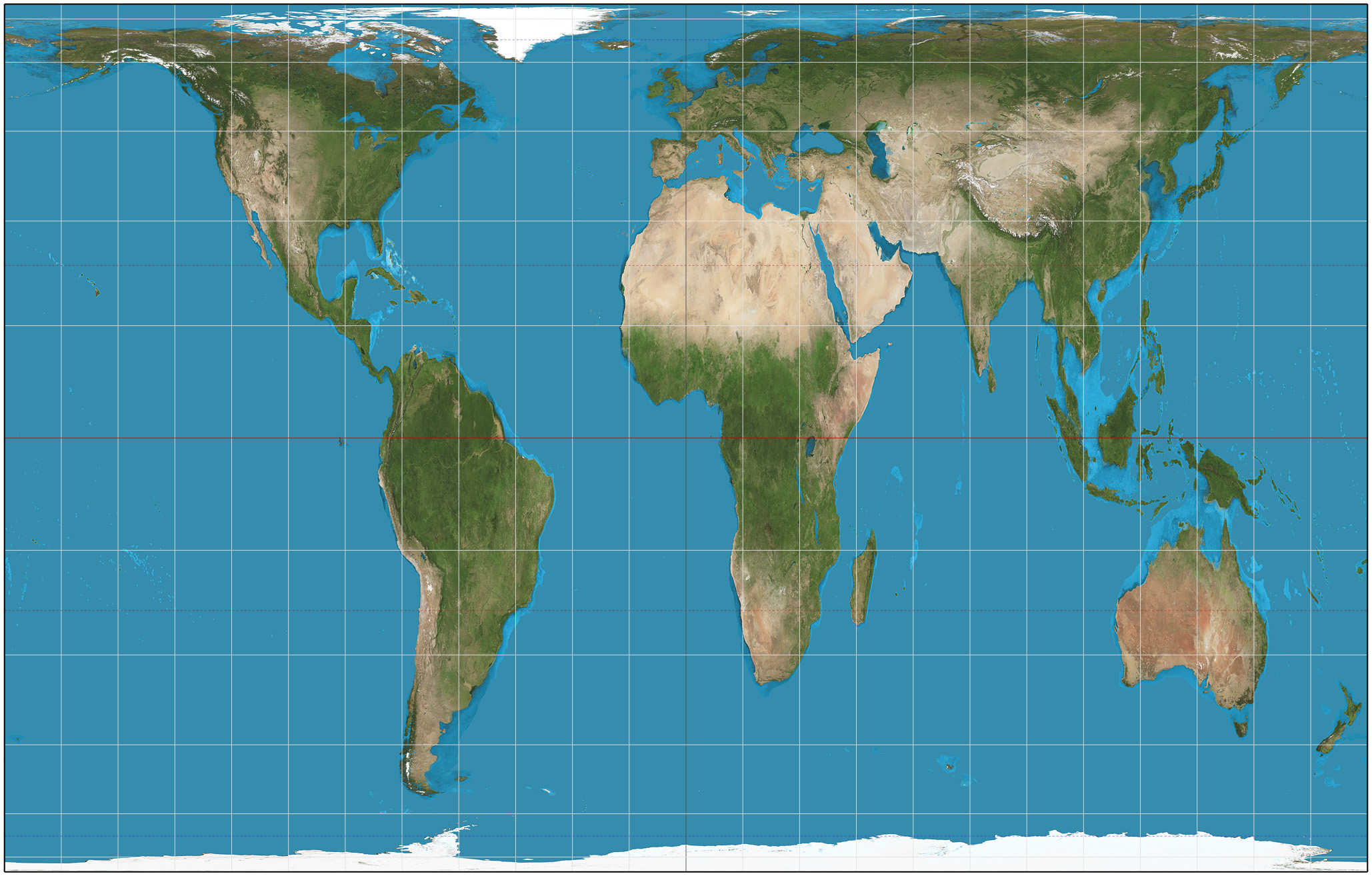
Gallovo–Petersovo zobrazení zachovává plochy
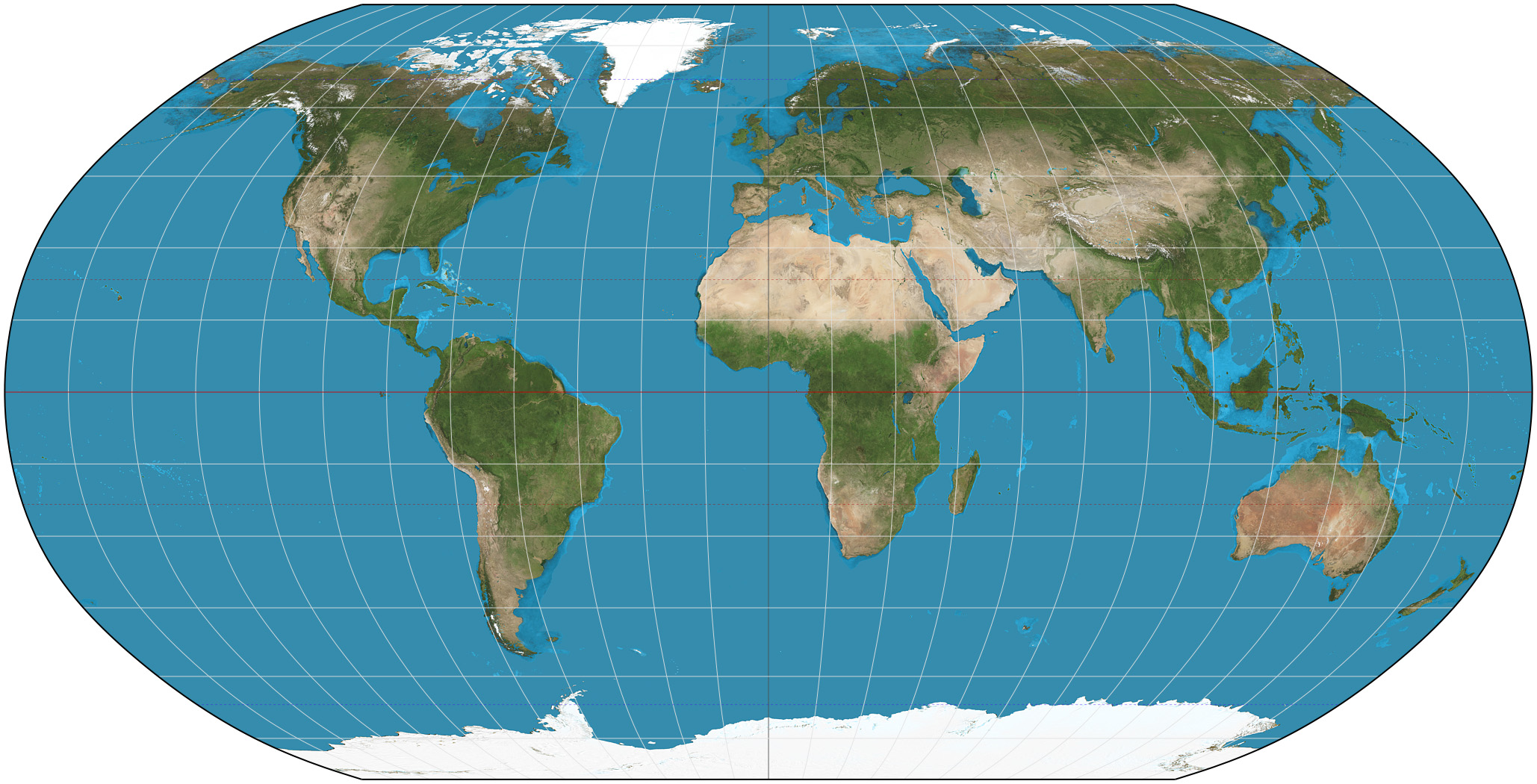
Robinsonovo zobrazení, které používala National Geographic Society

## Tematické mapy
Tematická mapa ukazuje geografické informace o jednom nebo několika konkrétních jevech. Tyto mapy mohou líčit fyzické, sociální, politické, kulturní, ekonomické, sociologické, zemědělské nebo jiné aspekty města, státu, regionu, národa či kontinentu.

Mapa klimatických pásů
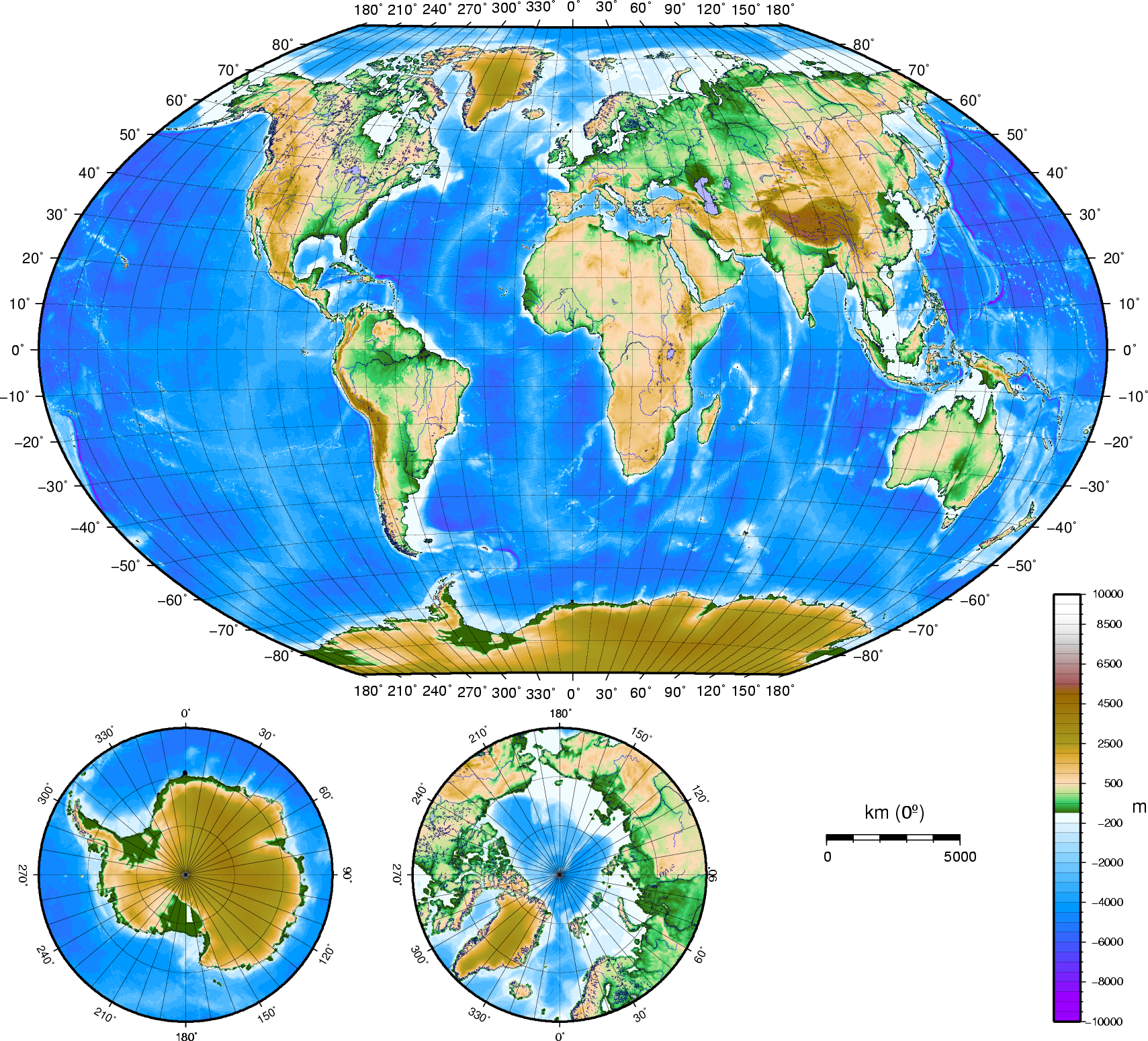
Jednoduchá politická mapa světa
- Topographická mapa světa
Mapa antropogenních emisí CO2 podle zemí
Index lidského rozvoje zemí k roku 2016
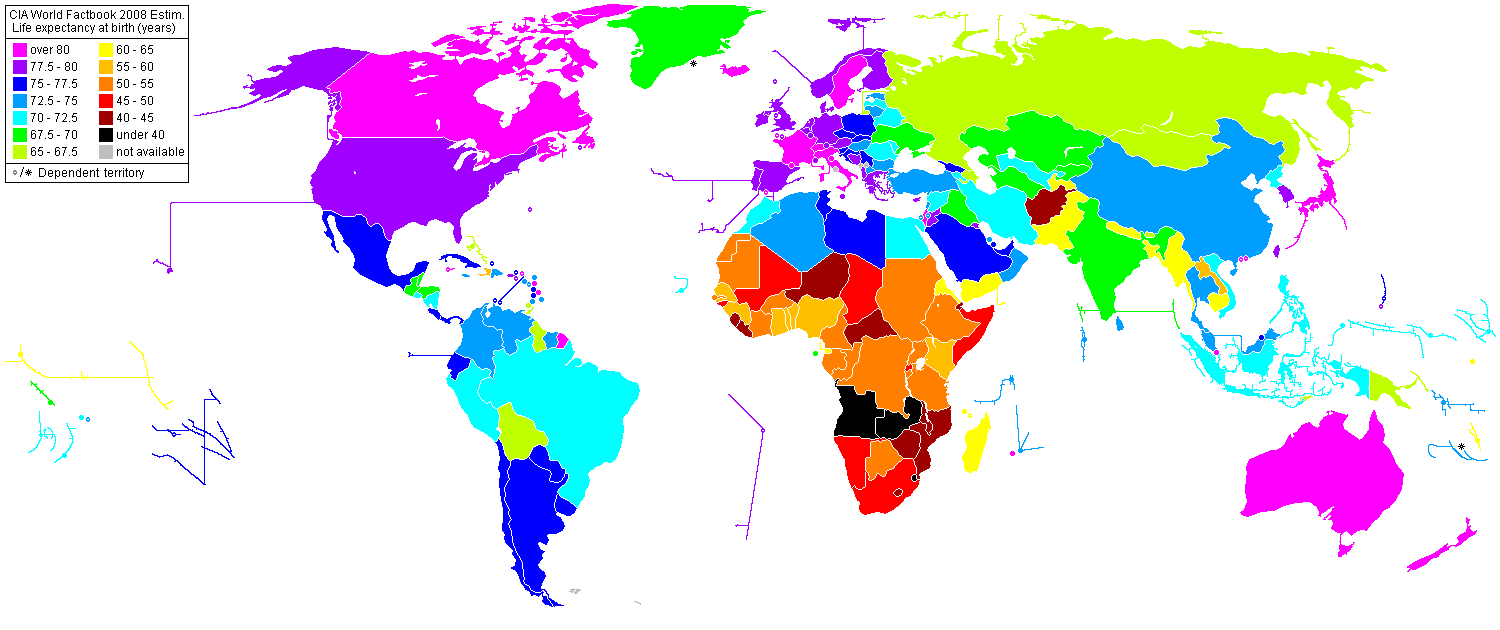
Střední délka života
Hustota osídlení (2018)
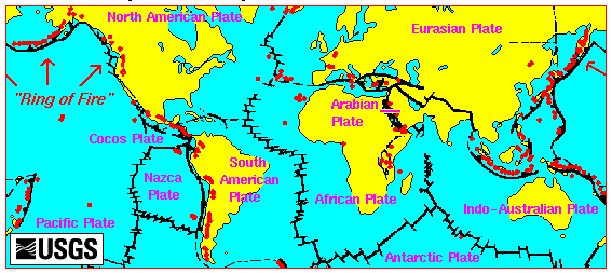
Sopečná činnost
Kontinenty před 200 milióny let (trias)
Satelitní fotografie noční Země

## Historické mapy
Rané mapy světa byly vytvářeny od doby železné až do věku zámořských objevů a vzniku moderní geografie v průběhu raného novověku. Staré mapy poskytují mnoho informací o tom, co bylo známo v dobách minulých, stejně jako o filozofii a kulturním základu map, které byly často značně odlišné od moderní kartografie. Mapy jsou jedním z prostředků, kterými vědci šíří své myšlenky a předávají je budoucím generacím.

Hypotetická rekonstrukce Anaximandrovy mapy světa (610-546 př. n. l.)
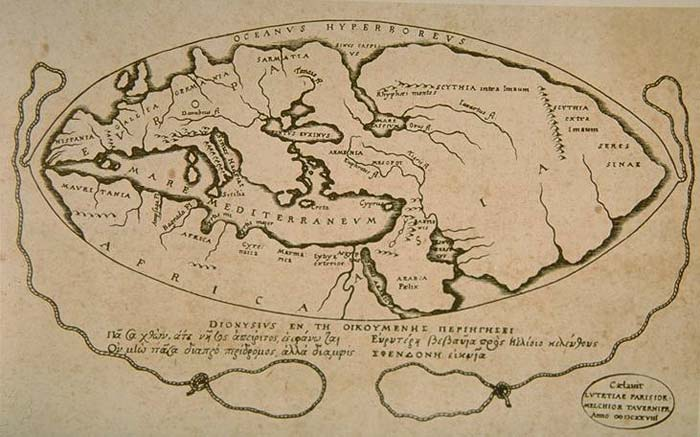
Mapa světa podle Poseidónia (150-130 př. n. l.), nakreslená v roce 1628.
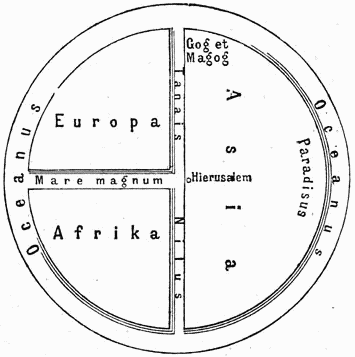
Ideální rekonstrukce středověké T-mapy (Meyers Konversationslexikon, 1895); Asie zobrazena na pravé straně
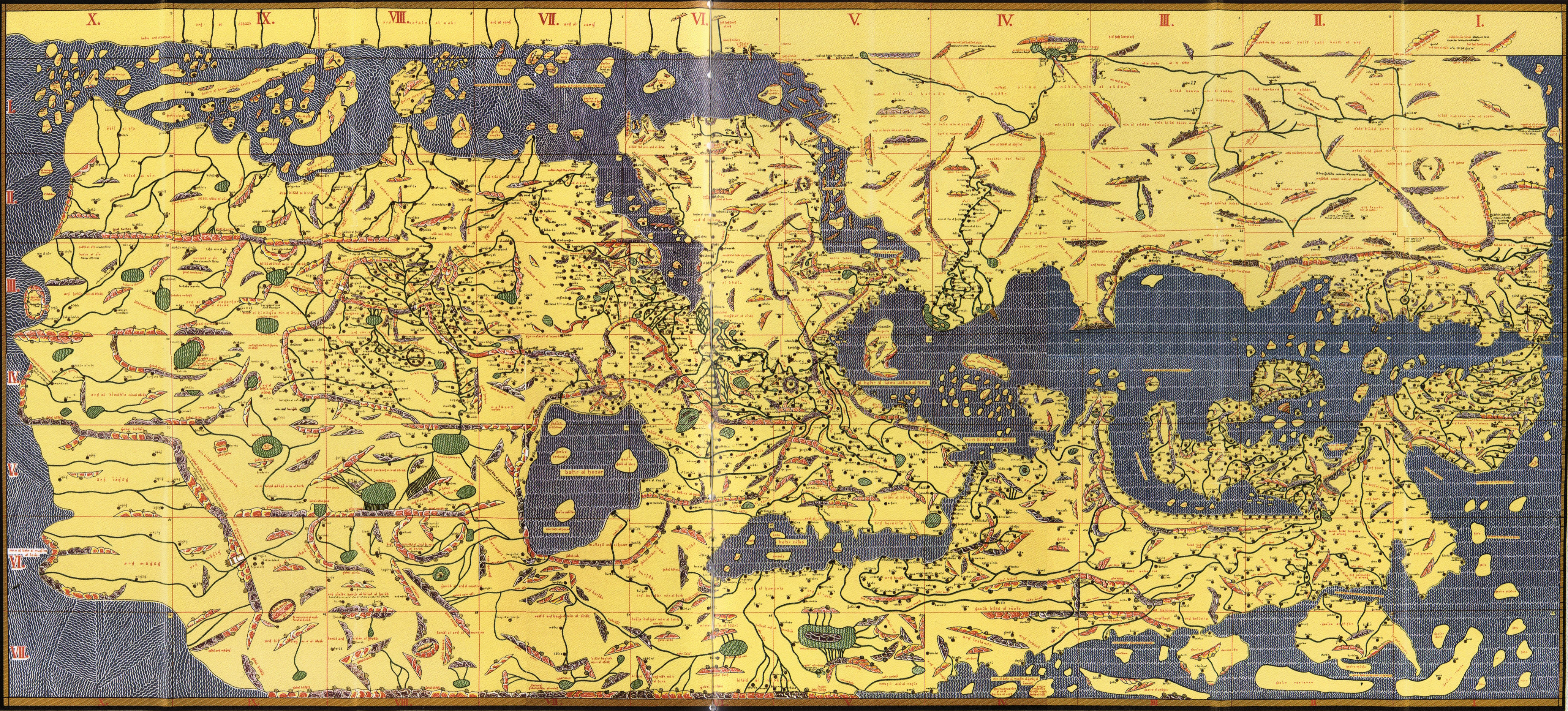
Tabula Rogeriana, mapa světa podle Muhammada al-Idrisiho v roce 1154. Všimněte si, že sever je dole.
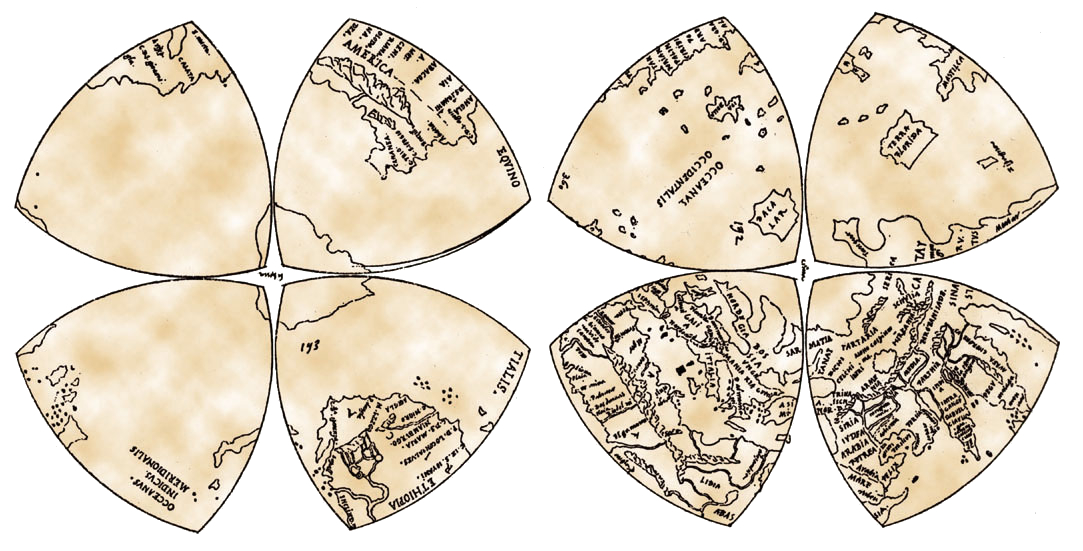
Mapa světa v oktantovém zobrazení (Leonardo da Vinci, 1514).
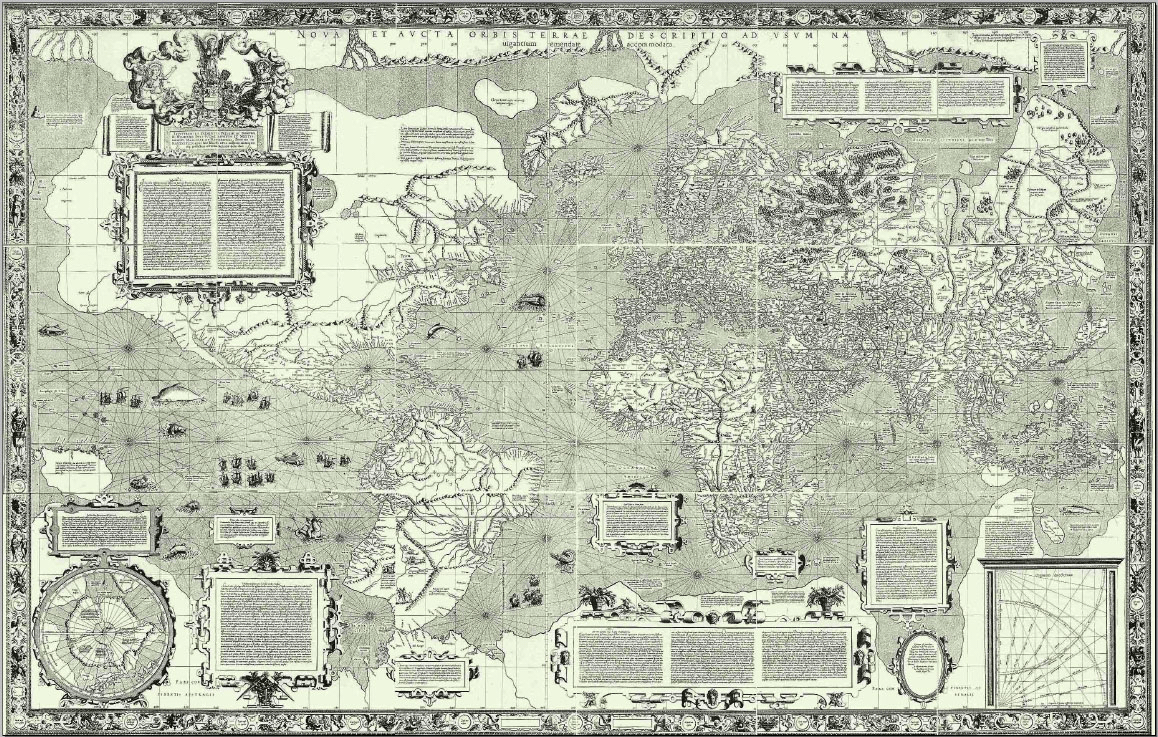
Mapa světa podle Gerharda Mercatora (1569), první mapa v Mercatorově zobrazení.
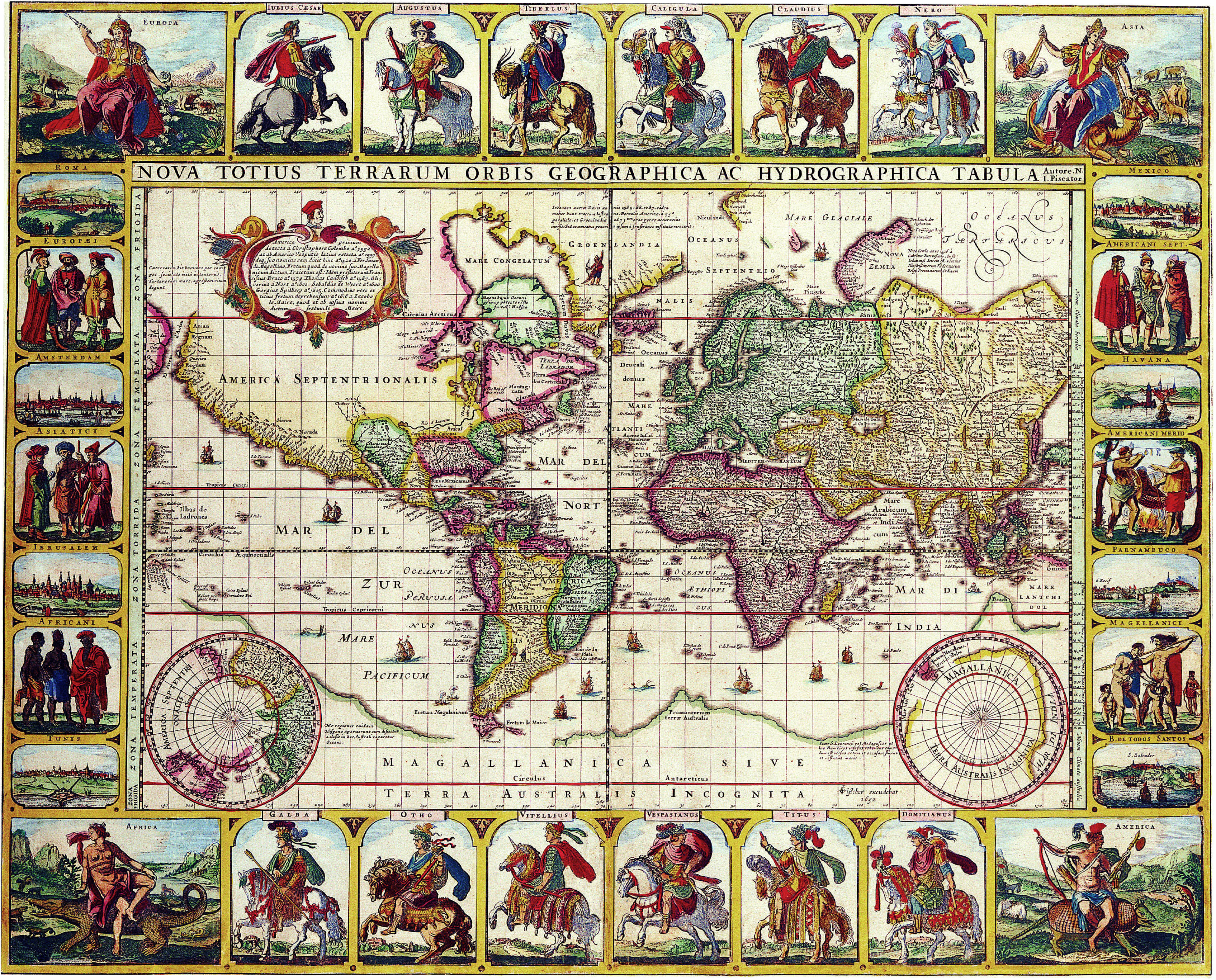
Mapa světa podle Claese Janszoona Visschera (1652)
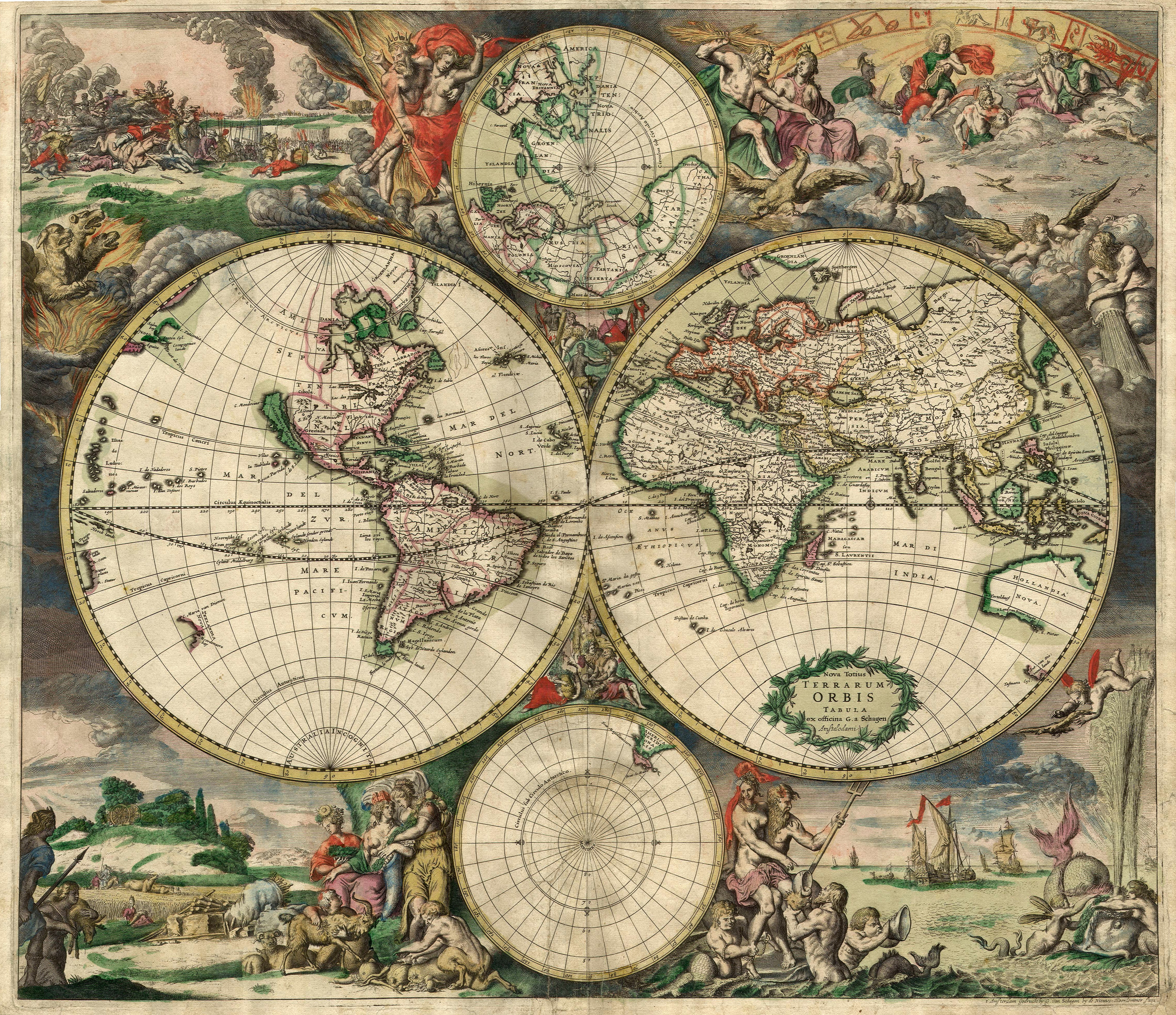
Historická mapa světa, Gerard van Schagenem (1689)